# Данилова Єлизавета Іванівна
Єлизавета Іванівна Данилова (29 березня 1910, Середина-Буда — 2 квітня 1998, Київ) — українська радянська науковиця-морфолог, антрополог. Доктор біологічних наук (1966).

## Життєпис
Народилась 29 березня 1910 року у містечку Середина-Буда. У 1937 році закінчила Київський медичний інститут, відтоді ж працювала в ньому асистенткою.
Учасниця німецько-радянської війни, капітан медичної служби. Нагороджена низкою військових орденів та медалей.

Могила Єлизавети Данилової та її чоловіка, Берковецьке кладовище

З 1946 по 1951 роки — завідувачка кафедри анатомії Київського державного інституту фізичної культури.
Працювала у відділі еволюційної морфології Інституту зоології АН УРСР (протягом 1950—1963), та в секторі антропології Інституту археології АН УРСР (старший науковий співробітник групи, з 1963). З 1970 року — старший науковий співробітник-консультант Інституту археології.
Чоловік — анатом-лімфолог, хірург, доктор медичних наук Олександр Свиридов (1900—1973).
У 1985 році вийшла на заслужений відпочинок. Померла на 89-му році життя 2 квітня 1998 року. Похована разом з чоловіком на Берковецькому кладовищі (ділянка № 52, 50°29′36.71″ пн. ш. 30°23′46.17″ сх. д. / 50.4935306° пн. ш. 30.3961583° сх. д.).

## Науковий доробок (частковий)
- Морфологические особенности кисти древних гоминид в связи с некоторыми вопросами антропогенеза / Е. И. Данилова. — Москва: Наука, 1964. — 8 с. (рос.)
- Эволюция руки в связи с вопросами антропогенеза. — Киев: Наукова думка, 1965. — 198 с., 3 л. ил. : ил. (рос.)
- Гематологическая типология и вопросы этногенеза украинского народа / Е. И. Данилова ; АН УССР. Ин-т искусствоведения, фольклора и этнографии им. М. Ф. Рыльского. — Киев: Наукова думка, 1971. — 122 с. : ил. (рос.)
- Распределение генов крови (АВО, MN, Rh-Hr, Gm, Hp, Gc и другие) среди населения Украины в связи с географическим и некоторыми другими факторами / Е. И. Данилова, Л. И. Тимошенко, Р. А. Старовойтова, Р. А. Руденко. — Москва: Наука, 1973. — 22 с. (рос.)
- Эволюция руки. — 2-е изд., испр. и доп. — Киев: Вища школа, 1979. — 367 с. : ил. (рос.)
- Палеоантропологические материалы из могильников Украины: Сб. науч. тр. / АН УССР, Ин-т археологии ; [Отв. ред. Е. И. Данилова]. — Киев: Наук. думка, 1979. — 148 с., 3 л. табл. (рос.)